# كاتدرائية القديس لويس
كاتدرائية القديس لويس (بالإنجليزية: St. Louis Cathedral)‏
 -وتُسمَّى أيضًا الكاتدرائية الكابوشية للقديس لويس -هي كنيسة كاثوليكية لاتينية في وسط بيروت، وتقع إلى الشمال من السراي الكبير ومجلس التعمير والتنمية، وقد بُنيت في عام 1864 من قبل المبشرين الكابوشيين وتسميته على شرف الملك لويس التاسع ملك فرنسا، تتميز الكنيسة بواجهتها الحجرية الرملية ونوافذها الخشبية ذات اللون الوردي وبرجها الناقوسي الشاهق الجديد.

## التاريخ

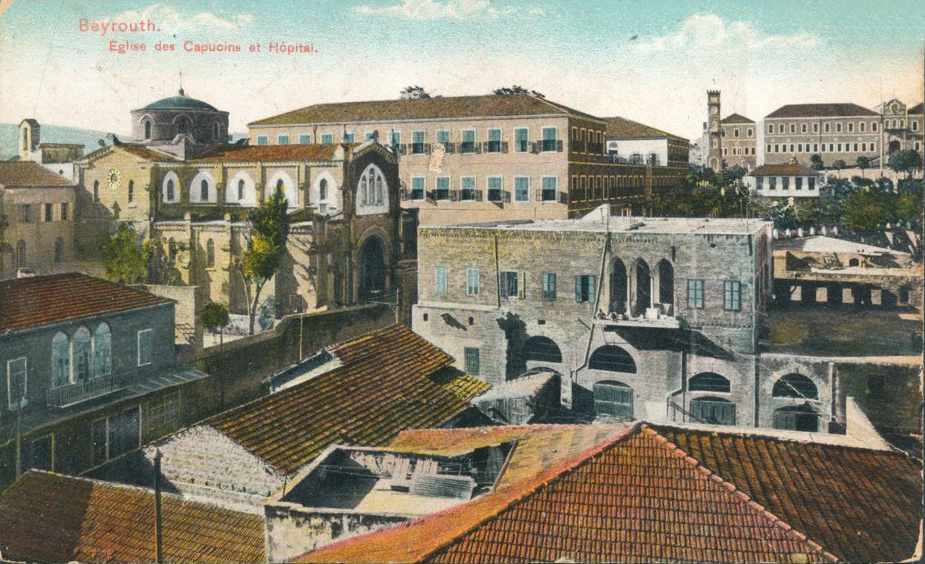
كاتدرائية سانت لويس في عام 1910

وصل الكابوشيون إلى بيروت عام 1628 ولم يكن لديهم مكان للعبادة خاص بهم؛ لذا اعتادوا ممارسة شعائرهم في كنيسة القديس جورج القديمة حيث توجد الكنيسة الكاتدرائية المارونية الحالية في وسط بيروت، وفي عام 1732 بنى الكبوشيون كنيستهم الأولى في بيروت بالقرب من الموقع الحالي لساحة رياض الصلح المكرسة لسانت لويس التاسع ملك فرنسا.
وفي عام 1868 انتقلوا إلى منطقة باب إدريس وافتتحوا الكاتدرائية الحالية المخصصة أيضًا لسانت لويس، حيث تم استخدام الكاتدرائية الجديدة للاحتفالات الرسمية في وقت الانتداب الفرنسي على لبنان، كانت الجماعة هي الأبرشية اللاتينية الوحيدة في بيروت، وكانت تُدار على التوالي بواسطة الكبوشيون الإيطاليون (1868-1903) ثم الكبوشيون الفرنسيون (1903-1952) وحاليًا نائب مقاطعة كبوشين في الشرق الأوسط.
تمت مداهمة الكاتدرائية في ديسمبر 1975 وكانت مسرحًا للقتال العنيف بين الفصائل المتحاربة خلال الحرب الأهلية اللبنانية، وقد تم نهب وحرق القديس لويس والدير المجاور وقتل الراهب اللبناني شقيق فرديناند أبو جودي في الموقع، وبعد انتهاء الأعمال العدائية كانت كنيسة سانت لويس أول معلم في وسط مدينة بيروت يتم استعادته وإعادة فتحها للجمهور عام 2000.

### الخط الزمني
- 1626: حضور المبشرين الكبوشيين في بيروت.
- 1732: نقل مؤسستهم إلى باب دركيه.
- القرن التاسع عشر: تأسيس الكبوشيين على تلة السراي.
- 1864-1868: بنيت كاتدرائية الكبوشيين على الطراز البيزنطي.
- 1950: إضافة برج الجرس.
- 1975-1990: الحرب الأهلية في بيروت دمرت الكاتدرائية.
- ديسمبر 2000: افتتاح الكاتدرائية بعد أعمال التجديد.

## نظرة عامة
تم تخصيص كاتدرائية كابوشين المخصصة لسانت لويس التاسع ملك فرنسا بين عامي 1864 و1868 على الطراز البيزنطي، وقد صممها المعماريان لويجي كافيلي وإدموند دوويت ‏، تمت إضافة برج الجرس الحالي في الخمسينيات، وقد تضرر خلال الحرب الأهلية اللبنانية (1975-1990) وخضع النصب التذكاري لأعمال التجديد العامة.

## طالع أيضًا
- العمارة في لبنان
- الرهبنة الكبوشية
- بدرية (الريف الشرفي)
- باب دركيه
- سانت لويس التاسع
- المهندس المعماري لويجي كافيلي
- المهندس المعماري إدمون دوثويت